# Арыджак
Арыджак (тур. Arıcak) — город и район в провинции Элязыг на востоке Турции. Граничит с илами Бингёль и Диярбакыр.  Ранее назывался Мирван, что в переводе с курдского означало «господа». Рельеф района — гористый. По данным 2014 года, население района составляет 15 306 человек.

## Топоним
Прежнее название города Мирван (Mirvan) происходит от курдского miran (владыки, господа). Название «Керебаксан» — курдский вариант названия прежней административной единицы «Карабеган», которая связана с одноимённым Эширетом. Переименование города произошло после 1960 года. В 1972 году три деревни Арыджак, Саман и Гюмющака объединились в один район. В 1987 году Арыджак получил статус районного центра.

## Население
| Год  | Население, человек |
| ---- | ------------------ |
| 1962 | 2400               |
| 1965 | 2455               |
| 1970 | 2900               |
| 1975 | 3150               |
| 1980 | 3200               |
| 1985 | 3500               |
| 1990 | 3258               |
| 2000 | 4478               |
| 2007 | 3392               |
| 2008 | 4039               |
| 2009 | 3380               |
| 2010 | 3172               |
| 2011 | 3096               |
| 2012 | 3359               |
| 2013 | 8117               |
| 2014 | 7857               |
| 2015 | 7618               |

## Экономика
Большинство населения занято в сельскохозяйственной отрасли.